# Список дипломатических и консульских представительств в Греции

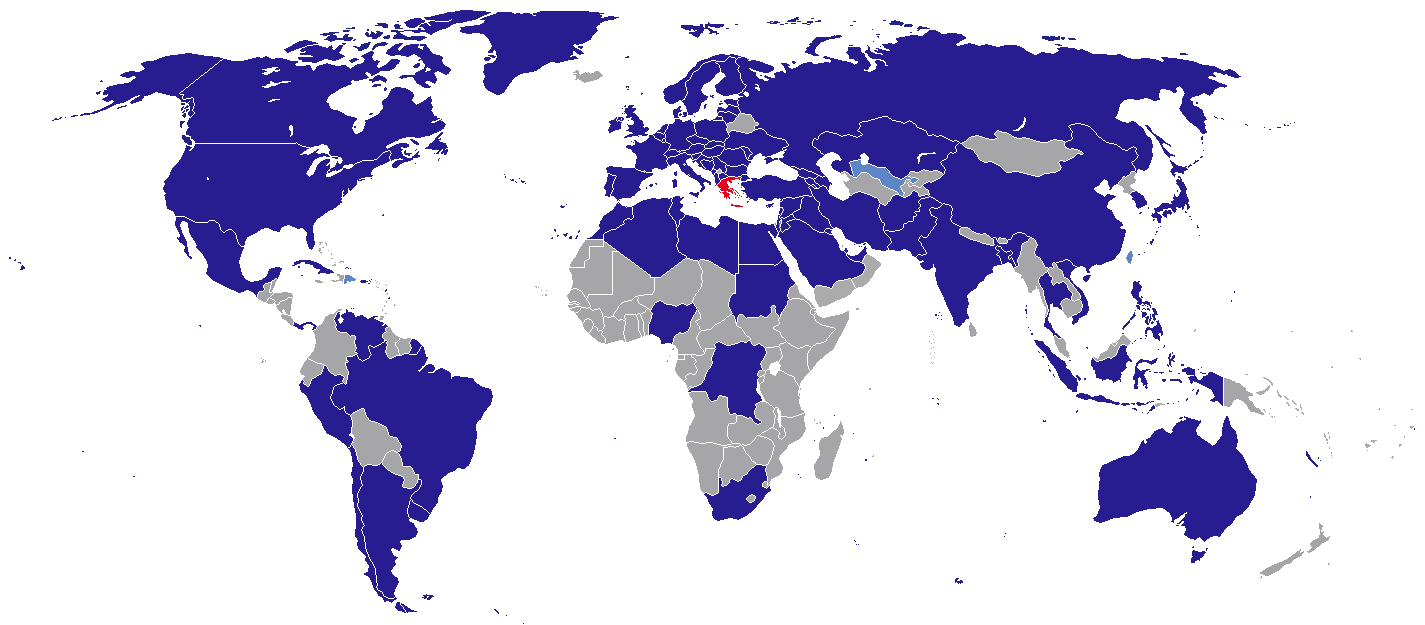
Синим выделены страны, которые имеют дипломатические миссии в Греции.

В статье представлен список дипломатических миссий в Греции. В столице Греции Афинах находятся посольства 85 государств[когда?].

## Посольства
В разделе приводится список дипломатических представительств в ранге посольства, которые находятся в Афинах.
- Афганистан
- Албания
- Алжир
- Антигуа и Барбуда
- Аргентина
- Армения
- Австралия
- Австрия
- Азербайджан
- Бангладеш
- Бельгия
- Босния и Герцеговина
- Бразилия
- Болгария
- Канада
- Чили
- Китай
- ДР Конго
- Хорватия
- Куба
- Кипр
- Чехия
- Дания
- Египет
- Эстония
- Финляндия
- Франция
- Грузия
- Германия
- Ватикан
- Венгрия
- Индия
- Индонезия
- Иран
- Ирак
- Ирландия
- Израиль
- Италия
- Япония
- Иордания
- Казахстан
- Кувейт
- Латвия
- Ливан
- Ливия
- Литва
- Люксембург
- Мальта
- Мексика
- Молдова
- Черногория
- Марокко
- Нидерланды
- Нигерия
- Северная Македония
- Норвегия
- Пакистан
- Панама
- Перу
- Филиппины
- Польша
- Португалия
- Катар
- Румыния
- Россия
- Саудовская Аравия
- Сербия
- Словакия
- Словения
- ЮАР
- Республика Корея
- Испания
- Судан
- Швеция
- Швейцария
- Таиланд
- Тунис
- Турция

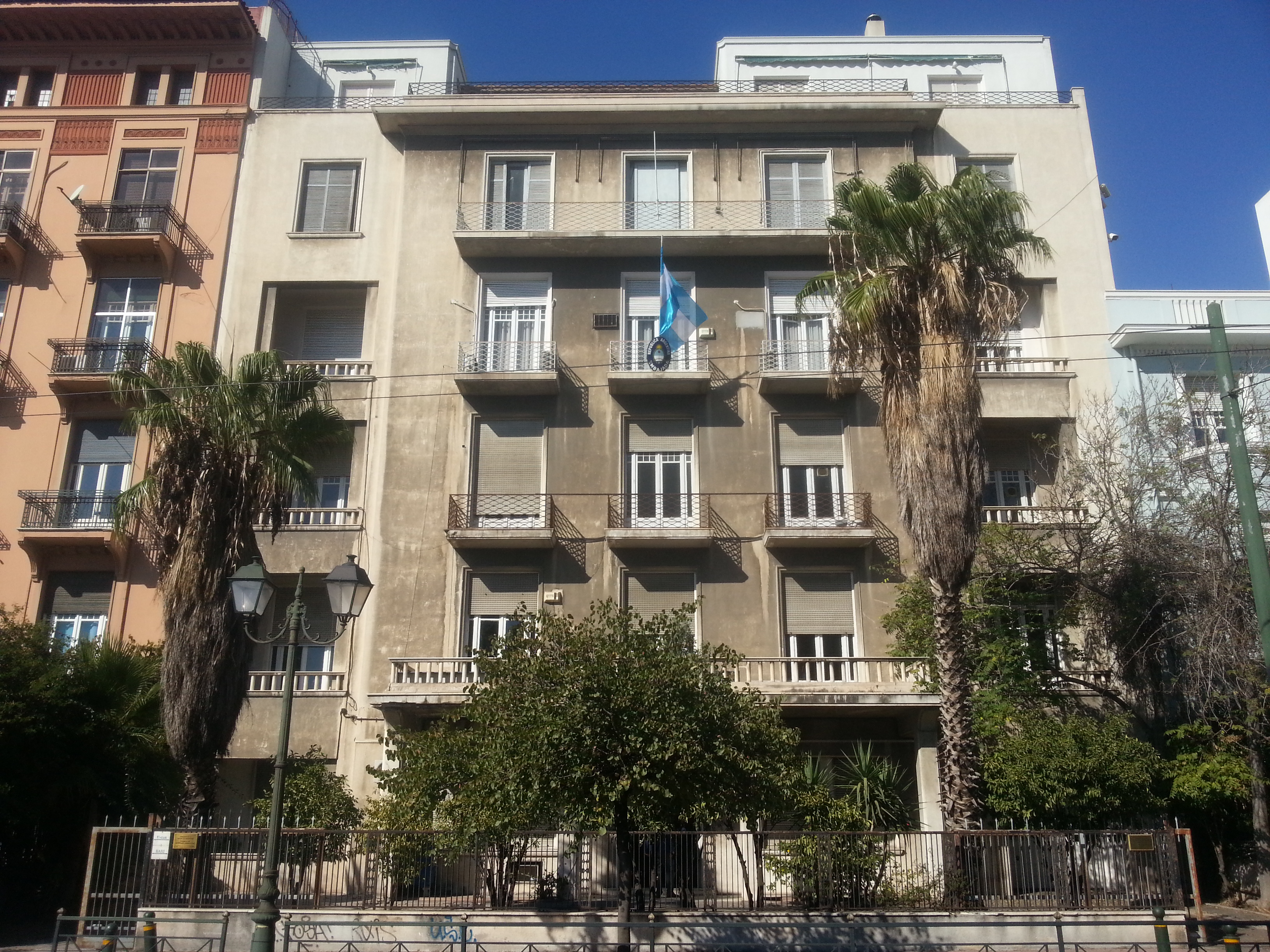
Посольство Аргентины

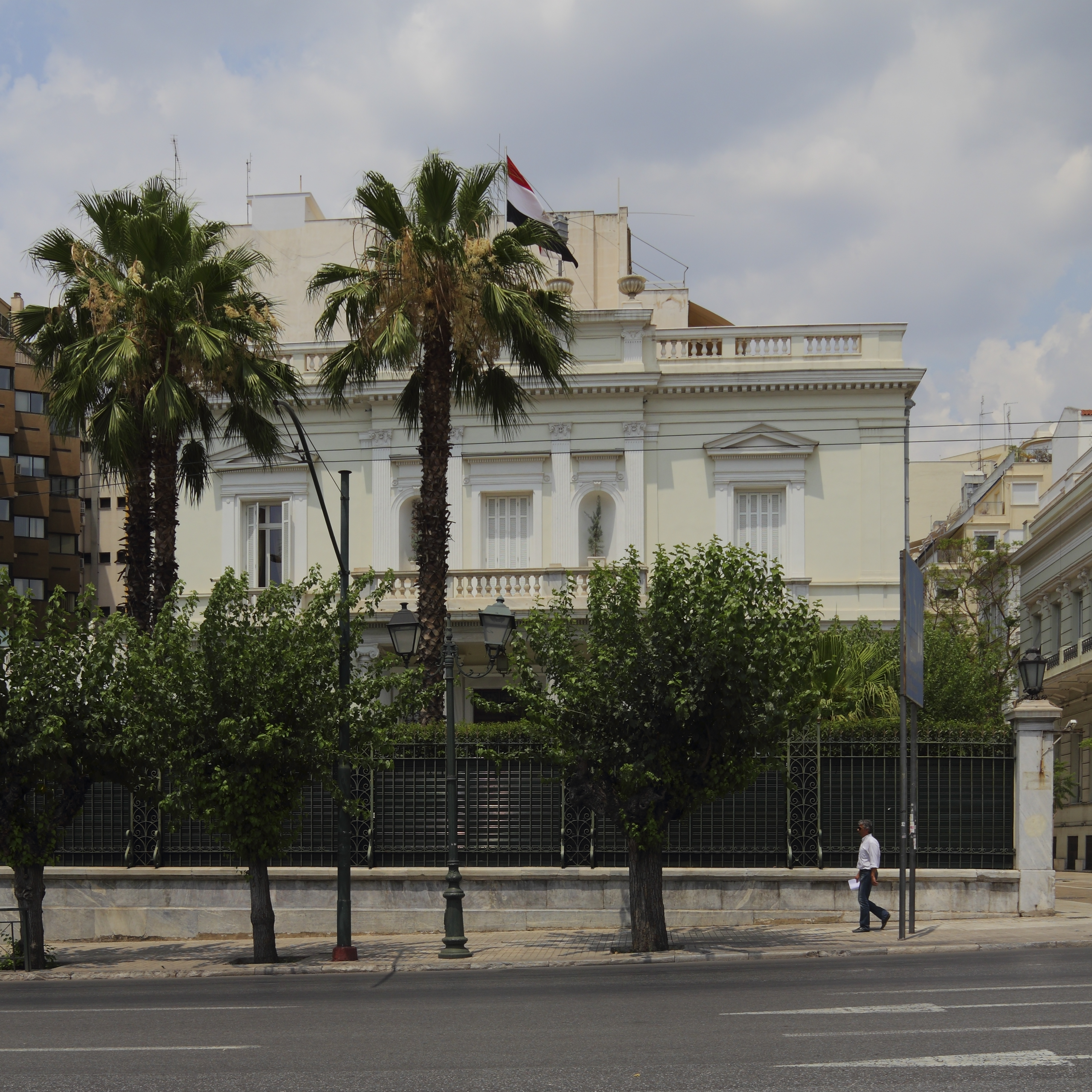
Посольство Египта

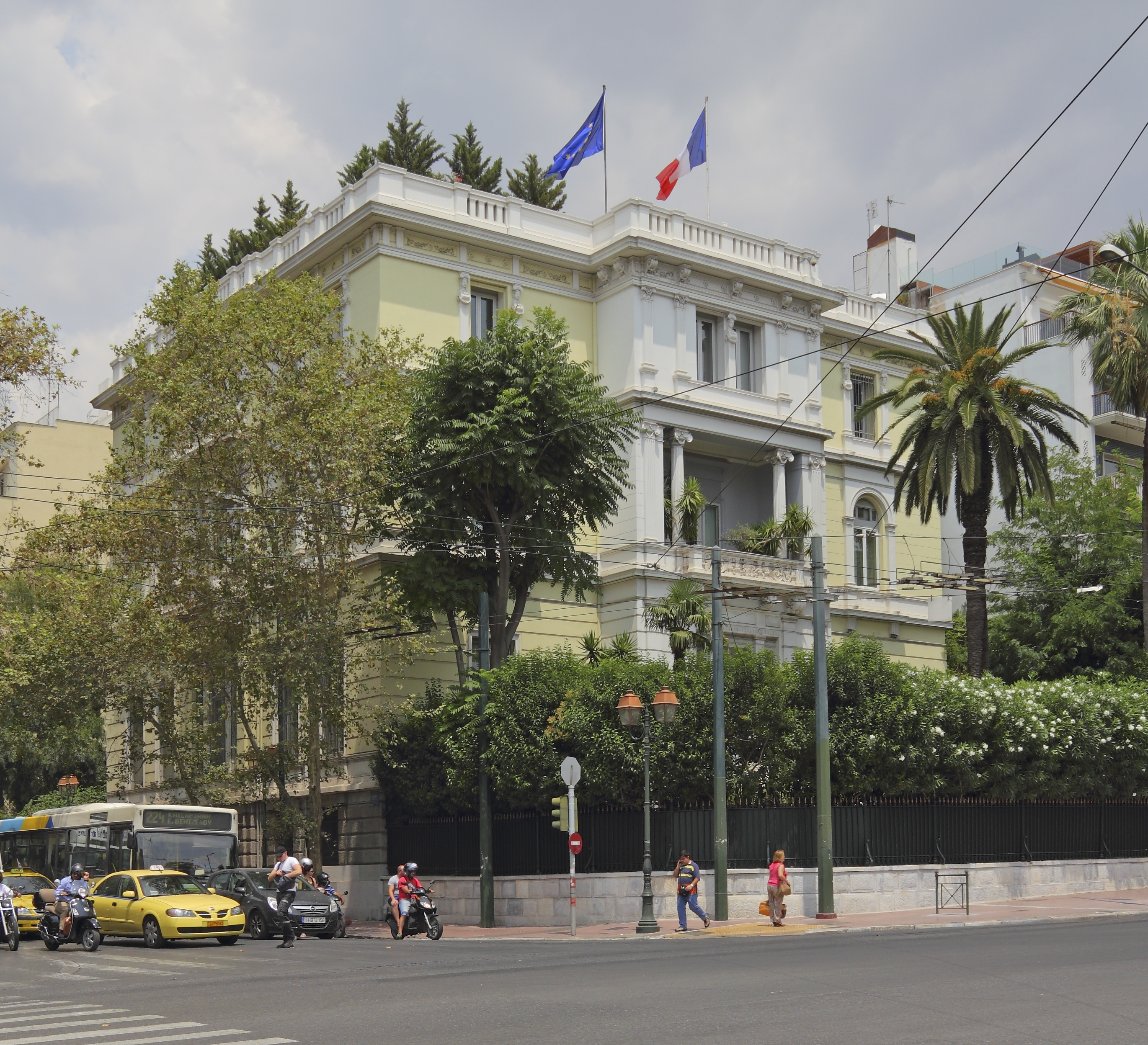
Посольство Франции

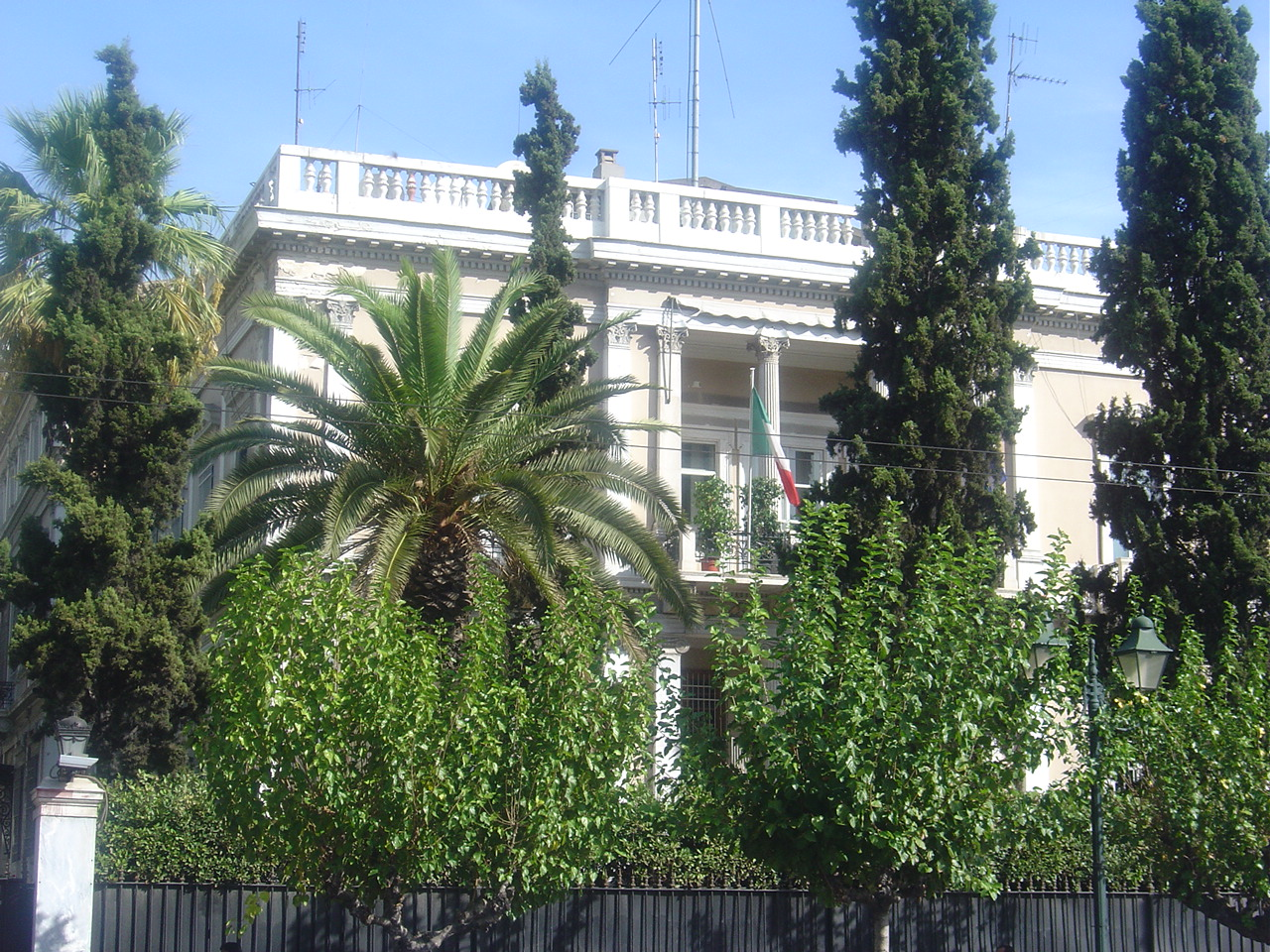
Посольство Италии

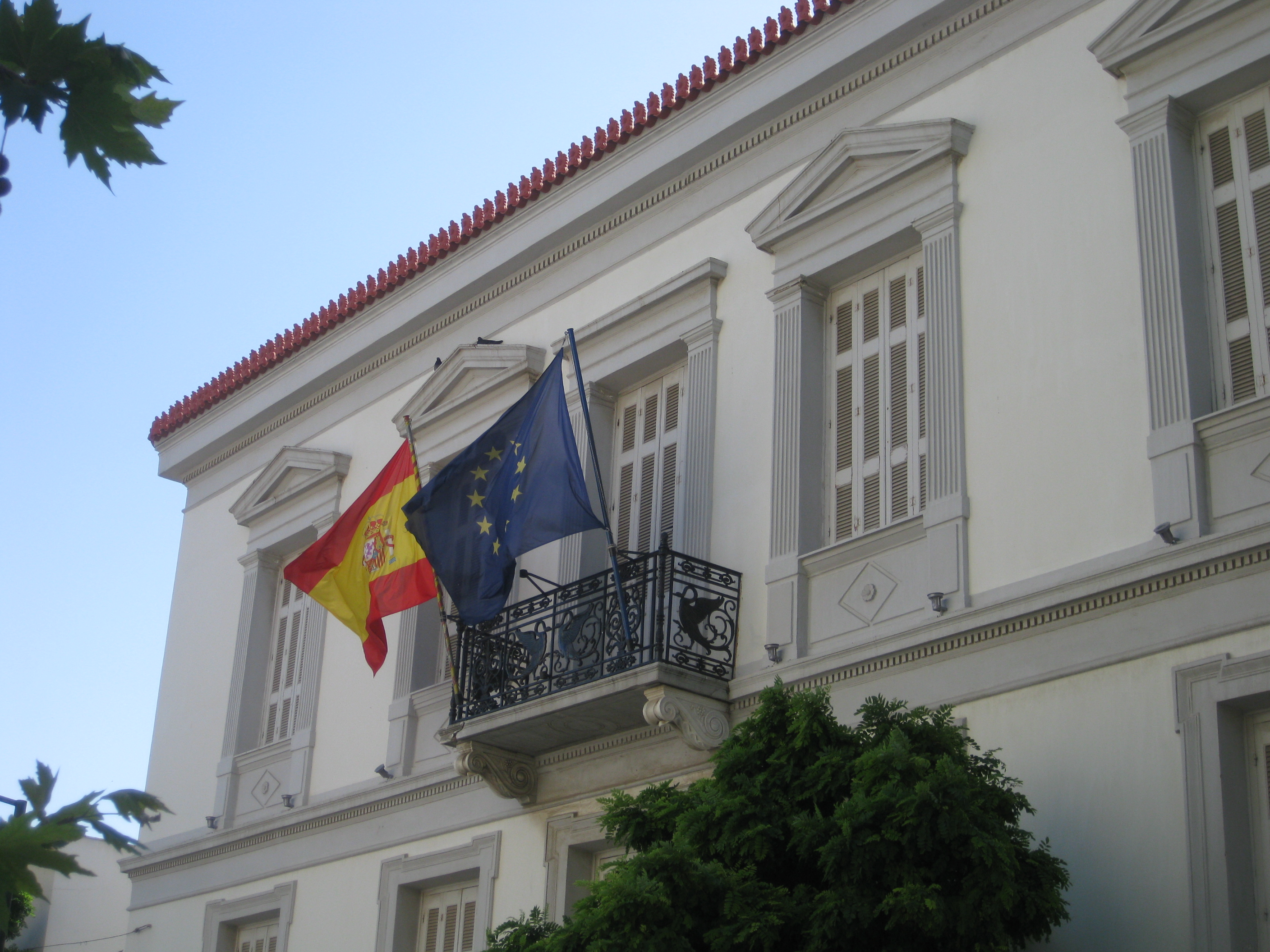
Посольство Испании

- Украина — посольство Украины в Греции
- ОАЭ
- Великобритания
- США
- Уругвай
- Венесуэла
- Вьетнам

## Прочие делегации
В Афинах
- Республика Абхазия — офис представителя
- Государство Палестина — дипломатическая делегация
- Сахарская Арабская Демократическая Республика — офис представителя
- Китайская Республика — офис представителя[кит.]

## Генеральные консульства
- Албания: Фессалоники, Янина
- Болгария: Фессалоники
- Германия: Фессалоники
- Грузия: Фессалоники
- Доминиканская Республика: Афины
- Кипр: Фессалоники
- Россия: Фессалоники
- Румыния: Фессалоники
- Северная Македония: Фессалоники
- Сербия: Фессалоники
- США: Фессалоники
- Турция: Комотини, Пирей, Родос, Фессалоники
- Узбекистан: Афины
- Украина: Фессалоники
- Франция: Фессалоники
- Япония: Фессалоники

## Аккредитованные послы
Рим
- Боливия
- Буркина-Фасо
- Кабо-Верде
- Колумбия
- Республика Конго
- Коста-Рика
- Сальвадор
- Эфиопия
- Габон
- Гана
- Гвинея
- Гаити
- Кот-д’Ивуар
- Кения
- Лесото
- Мали
- Мавритания
- Мозамбик
- Мьянма
- Новая Зеландия
- КНДР
- Оман
- Парагвай
- Шри-Ланка
- Судан
- Танзания
- Уганда
- Йемен
- Замбия

Париж
- Камбоджа
- Камерун
- ЦАР
- Чад
- Экваториальная Гвинея
- Либерия
- Непал
- Сейшельские Острова
- Того

Лондон
- Бруней
- Исландия
- Сьерра-Леоне
- Эсватини

Женева
- Ботсвана
- Бурунди
- Ямайка
- Лаос
- Мальдивы

София
- Беларусь
- Монголия

В других местах
- Бахрейн — Каир
- Доминиканская Республика — Ватикан
- Эквадор — Будапешт
- Фиджи — Брюссель
- Гамбия — Мадрид
- Гватемала — Ватикан
- Малайзия — Бухарест
- Никарагуа — Вена
- Сан-Марино — Сан-Марино

## Закрытые посольства
- Ангола
- Эфиопия
- Новая Зеландия